# Damn the Torpedoes
Damn the Torpedoes je třetí studiové album americké hudební skupiny Tom Petty and the Heartbreakers. Vydáno bylo v říjnu roku 1979 společností Backstreet Records a distribuovalo jej vydavatelství MCA Records. Producentem alba byl Jimmy Iovine společně s frontmanem skupiny Tomem Pettym. V hitparádě Billboard 200 se umístilo na druhé příčce. Časopis Rolling Stone jej zařadil na 313. příčku žebříčku 500 nejlepších alb všech dob.

## Seznam skladeb
1. „Refugee“ – 3:20
2. „Here Comes My Girl“ – 4:23
3. „Even the Losers“ – 3:59
4. „Shadow of a Doubt (A Complex Kid)“ – 4:23
5. „Century City“ – 3:43
6. „Don't Do Me Like That“ – 2:42
7. „You Tell Me“ – 4:33
8. „What Are You Doin' in My Life“ – 3:23
9. „Louisiana Rain“ – 5:51

## Obsazení
- Tom Petty – zpěv, kytara, harmonika
- Mike Campbell – kytara, klávesy, akordeon, baskytara
- Benmont Tench – klavír, varhany, harmonium, zpěv
- Ron Blair – baskytara
- Stan Lynch – bicí, zpěv
- Donald Dunn – baskytara